# 이지방 (1466년)
이지방(李之芳, 1466년 10월 15일 - 1537년 12월 11일)은 조선시대 중기의 무신, 정치인, 군인이자 외교관이다. 본관은 우계(羽溪)이고 자(字)는 자화(子華)이다. 과거 급제 후 평안도병마절도사와 경상좌도수군절도사 등을 지냈으며 여진족을 토벌하였다. 변방 군사를 거느리고 오랑캐를 여러번 공략했다.
1489년(성종 20년) 무과(武科)에 급제, 1491년(성종 22) 11월] 여진족 토벌에 북정군부원수(北征軍副元帥) 이계동(李季仝)의 군관(軍官)으로 출정하였다. 이후 선전관을 거쳐 1496년(연산군 2) 8월 17일 의정부영의정 신승선(愼承善)에게 서정군 장수 적임자의 한사람으로 추천되었다. 1497년(연산군 3) 5월 여진에 귀화인 출신 선위사 동청례(童淸禮)를 파견할 때, 선위사의 군관으로 여진을 다녀왔다. 1503년(연산군 9년) 훈련원부정(訓鍊院副正), 이후 종성, 회령 부사를 역임했고, 연산군의 비리 사실을 잘 안다는 이유로 한때 파면당하였다. 그 뒤 의주목사 재직 중 1509년(중종 4) 2월 모친상으로 사직했다가, 상중에 반인을 때려죽였다 하여 다시 파면당했다. 이후 보석을 내고 풀려났으나 여러번 사헌부, 사간원으로부터 논계되었다. 1513년(중종 8) 복직, 1516년(중종 11년) 경상좌수사(慶尙左水使)를 거쳐 1517년(중종 12) 11월에는 동지중추부사로 문정왕후의 책봉 주청사로 명나라 연경을 방문하고 1518년 4월 귀국했다.
1518년(중종 13) 전라우도수군절도사에 임명되었으나 곧 동지중추부사로 전직되었다. 1518년(중종 13)부터 평안도병마절도사로 재직하며 변방에 출몰하는 여진족 및 야인들과 교전했으며, 중종의 명으로 함경남도를 약탈하는 여진족 속고내를 기습 토벌하려고 출정 도중, 기습공격은 군자의 도리가 아니라는 부제학 조광조의 반대로 회군하였다. 1523년(중종 18) 왕명으로 평안도병사로 여연(閭延)의 야인을 국경 밖으로 축출하였다. 1524년(중종 19) 삼둔의 야인 추방을 건의했다가 대간의 탄핵을 받고 파직당하였다. 1528년(중종 23) 명나라의 효결숙황후 상 때 진향사로 가던 중 이질, 소갈에 걸려 의주목사에게 발병 통고하고 되돌아왔으나, 양사에서 그의 귀국을 불허하라는 반대에도 중종이 귀국을 허용하였다. 그러나 무단히 되돌아왔다는 이유로 황해도 남포로 유배되었다. 명나라의 선례통사 이순종이 황제 가정제의 선물을 들고 조선을 방문하여 그에게 줄 때도 삼사가 반대했으나, 황제의 선물이라 하사되고 곧 풀려났다. 도촌 이수형의 5촌 조카가 된다. 그밖에 가까운 친족 중 내시가 있었다 하며, 그의 누이 중 한명은 하성부원군 편정공 정현조의 후처가 되었다.
1518년(중종 13) 4월 정조사로 북경을 방문 중일 때 《대명회통》을 구입하여 조선으로 가지고 왔다. 그 당시에도 여전히 이성계가 이인임의 아들로 기록되어있다는 소문이 조선에 확산되었으나 그가 대명회통을 구입해옴으로서 사실로 밝혀졌고 조선 조정은 종계변무를 재개한다. 이광식(李光軾)의 아버지이며, 도촌 이수형의 5촌 조카가 된다. 강원도 출신.

## 생애

### 생애 초반

#### 출생과 가계

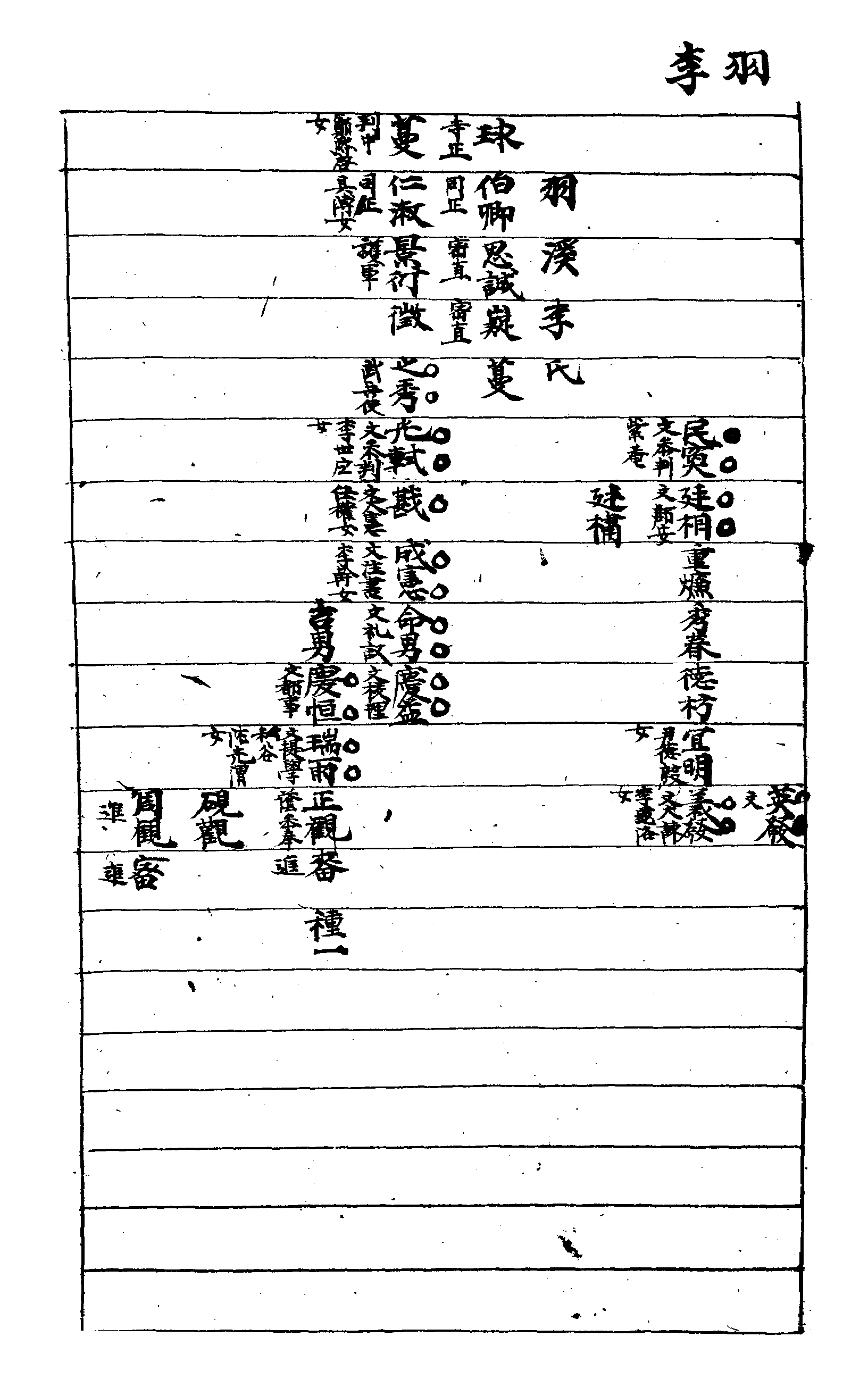
남보(조선후기 남인 주요 가문 가계도를 정리한 책) 79a페이지 맨윗줄 1단 좌측 4줄 이지방

이지방(李之芳)은 1466년(세조 12) 10월 15일 강원도 강릉 출신으로, 할아버지는 소위장군 행충좌위부사정과 호군을 지낸 이경연(李景衍)이고, 선무랑 목청전직, 충찬위를 역임한 이징(李徵)과 사헌부장령, 의정부사인을 지낸 허적(許迪)의 딸 양천허씨의 아들로 태어났다.
5대조는 고려말의 밀직부사와 강계원수를 지낸 이의(李山+疑 또는 李草+疑)이고, 고조부 이만(李蔓)은 고려말 홍로부사, 인진사를 거쳐 중추원부사를 지냈는데 조선 건국 후 봉렬대부 호분위경력, 검찰부사로 내려갔다. 할아버지는 이경연으로 소위장군 행충좌위부사정과 호군을 역임하였고, 아버지 이징은 충찬위에 입대하여 복무하다가 나중에 선무랑 목청전직에 이르렀다.
동생은 이지영(李之英)인데 이름만 전하고 행적이 전하지 않는다. 동생 이지영의 아들 이형손(李亨遜) 역시 무과에 급제하여 가산군수(嘉山郡守)를 지냈으나 기록이 전하지 않는다. 그의 누이 중 한명은 정인지(鄭麟趾)의 아들인 하성위 정현조(鄭顯祖)의 후처가 되었고, 다른 누이는 이오에게 출가한 누이와 조효돈에게 출가한 누이가 있었다.
부인은 봉사 심안신(沈安信)의 딸 청송심씨로, 처조부는 망세당 심선(忘世堂 沈璿)이고 처증조는 인수부윤 양혜공 심석준(沈石雋)이며, 심온, 심정의 형 인수부윤 심징의 5대손이다. 친정어머니는 고성이씨로 주부 이희진의 딸이며, 직보문각 이운로(李云老)의 증손녀이다. 그의 딸 중 한명은 윤확에게 출가했는데 그는 윤사흔의 4대손으로 윤지임의 5촌 조카였으며, 손녀딸 한 명은 다시 윤지임의 손자이자 윤원개의 아들 윤강(尹綱)에게 출가했다.
그의 당숙 이수형(李秀亨)은 세조의 찬탈에 반발하여 벼슬을 버리고 은거하였으나 그는 무과에 입격하여 관직에 나아갔다. 또한 족보상에는 등장하지 않아 촌수 확인이 어려우나, 연산군일기에 의하면 당시 내시로 있던 친척도 존재하였다.

#### 변방 도적 토벌 활동
1489년(조선성종 20년)에 무과(武科)에 급제하여 선전관을 거쳐 1491년(성종 22) 11월] 여진족 토벌 당시 북정군부원수(北征軍副元帥) 이계동(李季仝)의 군관(軍官)으로 출정하여 승전하였다.
북정부원수 이계동을 따라 경성(鏡城)에서 여진족과 교전 중 장군 육한(陸閑)이 도적에게 포위되자, 그는 정은부(鄭殷富)·구현휘(具賢輝) 등 10여 인과 일제히 활을 쏴서 육한을 구출해냈다. 그가 한 도적의 어깨를 쏘아 맞힌 것을 도적이 스스로 뽑아 땅에 버렸는데, 싸움이 끝나고 이계동이 화살을 줍자 살대에 손가락만한 살점에 묻어 있었다 한다. 이때 그는 여진족 수급 5구를 베어오기도 했다. 다시 선전관(宣傳官)이 되어 1495년(연산군 1) 3월 27일 연산군의 밀부(密府)를 받고 팔도를 순회하였다.
1496년(연산군 2)에 무사(武士) 장정(張珽)·이원종(李元宗)·이윤종(李允宗)·유담년(柳聃年), 문신(文臣) 유순정(柳順汀) 등과 함께 서정군장수(西征軍將帥)에 임명되었다. 1496년(연산군 2) 8월 17일 영의정 신승선(愼承善)으로부터 서정군 장수 적임자의 한사람으로 천거되었다. 1497년(연산군 3) 5월 여진에 귀화인 출신 선위사 동청례(童淸禮)를 파견할 때, 선위사의 군관이 되어 5월 28일 여진을 다녀왔다. 1498년(연산군 4) 선전관이 되었다. 1499년 9월 4일 정체불명의 여진족 도적이 산양회 친라올(山羊會親羅兀)을 습격, 1백여 명을 납치하자 양세영(楊世英)과 함께 이들을 추격하여 교전, 도적의 머리 한 급(級)을 베었다.
1503년(연산군 9년) 1월 그는 훈련원부정(訓鍊院副正)으로 경연시강관을 겸하여 경연에 참여하였다.
1월 7일에는 평안도, 함경도에 매년 겨울에 목책(木柵)을 쌓았으나 계속된 벌목으로 숲에서 큰 나무들이 사라진 점, 타 지역에서 목재를 운반해와야 되는 점과 목재 운반에 동원되는 백성들의 생계 문제를 들어, 순서대로 번갈아가면서 목재 운반을 담당시킬 것과, 매년 2월 초부터 3월 말까지, 또 9월 초부터 10월 말까지 기간을 두고 장기간 시행하게 할 것을 상주하였다.
평안도 연변(沿邊)의 여러 고을은, 도둑 이 쳐들어오는 요해지(要害地)이므로 매년 겨울에 목책(木柵)을 설치하는데, 반드시 큰 나무를 사용하고 해마다 다시 고치게 됩니다. 그러므로 요즈음은 〈큰나무가〉 거의 없어져서 멀리 다른 지방에서 벌목(伐木)하여 오니, 운반하는 괴로움과 수자리사는 군사들의 폐단이 이보다 심할 수 없습니다. 마땅히 빨리 성을 쌓아서 영구히 편안함을 도모해야 하지마는, 다만 국가에서 큰 역사(役事)를 일으켜 먼 도(道)의 군사와 백성들을 사역(使役)한다면, 아침저녁의 비용을 반드시 변방 백성들에게서 구해야 하는데, 한정이 있는 변방의 곡식으로써 면포(綿布)를 가져와서 곡식과 바꾸는 사람이 많아지면 그 형세가 장차 주객(主客)이 함께 곤란해질 것이니, 이것도 또한 염려하지 않을 수 없습니다.

신의 생각으로는, 평안·황해 두 도(道)의 백성과 복무중인 수군(水軍)들을 해마다 가려 뽑아서 순번대로 성 쌓는 일을 시키되, 매년 2월 초부터 3월 말까지, 또 9월 초부터 10월 말까지, 수십 년 기한을 두고 한다면 국가로서는 백성을 부역시키는 번거로움을 모를 것이요 변방 방어도 영구히 공고해질 것이며, 국경을 지키는 군사들의 목책을 만드는 폐단도 또한 없어질 것입니다. 신이 또 변방 진(鎭)의 군인들의 방어하는 노고를 보니, 1년 동안 갑옷을 입고 국경을 지키는 날이 많고 집에 있으면서 가업에 힘쓸 때는 거의 없어서 의식(衣食)은 전부 처자(妻子)와 보정(保丁)에게 맡기게 되는데, 그 보정도 또한 부역을 피해서 흩어져 도망치므로 수자리를 괴로워하는 군인도 또한 따라서 도망치는 일이 번번이 있게 되니, 진실로 염려가 됩니다.

신의 생각으로는, 백성들을 다섯 집 혹은 열 집으로 통(統)을 만들어, 통에 한 사람의 통장을 두어, 통내(統內)의 사람이 도망치는 것과 다른 지방에서 들어와 숨는 사람을 항상 점검하여 관청에 알려서 찾아내게 하되, 명령대로 하지 않는 통장(統長)이나 호수(戶首)는 엄중한 법으로 다스리고 내군(內郡)으로 도망해 온 사람은 또한 엄중한 법으로써 돌려보내어, 변방 백성들이 부역을 회피하는 간사함을 방지하고 수자리사는 군사들의 의식(衣食)의 근본을 후하게 해야 하겠습니다.

平安道沿邊諸邑, 賊路要害, 每年冬, 設木柵, 必用大木, 年年改之。 近者旣盡, 遠伐於他, 輸轉之苦; 戍卒之弊, 莫此爲甚, 宜速築城, 以圖永逸。 但國家大興功役, 役遠道軍民, 朝夕之費, 必資邊民。 以有限邊穀, 齎布易粟者衆, 則勢將主容 俱困, 此亦不可不慮。

臣意, 平安、黃海兩道人及當領船軍, 逐歲抄定, 輪役築之, 每歲自二月初, 至三月晦; 又自九月初, 至十月晦, 期數十年, 則國不知役民之煩, 而邊禦永固, 戍卒設柵之弊, 亦祛矣。

 臣又見邊鎭軍人防禦之苦, 一年之內, 坐甲警守之日, 多, 在家力業之時, 無幾, 衣食全寄妻孥、保丁, 而彼保丁亦避役流移, 苦戍之卒, 又從而流亡者, 比比有之, 誠爲可慮。 臣意, 人民五家或十家作統, 統主一長, 統內人物流亡及從他來匿者, 常令點撿, 告官刷括, 有不如令, 統長及戶首, 峻法繩之。 至於移入內郡者, 亦嚴法刷還, 以防邊民避役之姦, 以厚戍卒衣食之

당시 변방에는 오가작통법이 시행되지 않았는데 1503년(연산군 9년) 1월 28일 이지방은 변방에도 5가 혹은 10가를 일통으로 하고 매 통에 통장 혹은 호수를 두는 제도를 설치할 것을 건의하였다.

#### 지방관 생활
1504년(연산군 10년) 5월 27일 종성부사(鍾城府使)로 부임하고, 종성진관병마첨절제사를 겸직했다. 얼마 뒤 회령부사 겸 회령진관 병마첨절제사로 전보 발령되었다. 1505년(연산군 11년) 7월 6일에는 연산군의 내관과 족친이라는 이유로 파직당했다. 실록에 의하면 '연산군은 내관의 족친인 종성 부사 이지방(李之芳) 등을 파직 하였다. 이것은 왕의 더러운 행실과 악한 덕이 누설될까 두려워 하여 , 관직이 있는 족친을 모두 먼 지방으로 쫓아내었다 (「燕山君 日記」권 58 , 11년 7월 기축).' 한다.
회령부사 겸 회령진관 병마첨절제사로 있을 때인 1509년(중종 4) 1월 29일 어머니 양천허씨의 3년상을 당하여, 그해 2월 2일 좌찬성 함경도도체찰사 송질(宋軼)에게 보고하고 사직하였다. 이때 중종은 반인(伴人)들을 보내 그의 모친상을 돕게 했다. 그러나 1511년(중종 6) 9월 3년상 상중에 반인(伴人)을 타살했다가 양사로부터 탄핵당하고 파직, 의금부에 투옥당했다. 이후 그해 9월부터 이듬해 3월까지 사헌부와 사간원으로부터 번갈아가며 탄핵당했다. 그해 9월 25일 의금부에서 삭탈관직과 장(杖) 1백대에 도형(徒刑) 3년으로 구형하자, 중종이 보석금으로 속(贖)하게 했다. 이어 사헌부가 율에 의해서 단죄할 것을 상소하였으나 보석금을 지불했다는 이유로 중종이 무마시켰다. 그해 12월 13일 대사간 안팽수(安彭壽)가 최질(衰絰) 중에 반인(伴人)을 장살(杖殺)한 것과, 나라에서 보낸 반인(伴人)은 나라가 재상을 중히 여긴 것이니, 품팔이 노동자하고는 성격이 다름을 들어 탄핵하였다.
그 뒤 1513년(중종 8년) 서용의 명령이 내려졌고, 양사의 거듭된 반대에도 복관되었다. 그해 3월 6일 다시 의주목사(義州牧使)로 부임하였으나, 양사에서 거듭 논핵하였다. 그해 3월 8일 양사가 합계하여 서용을 반대하였고, 3월 12일 사헌부지평 김희수(金希壽)로부터 장재(將才)가 있으나 상중에 살인을 하여 지방관으로서 부적합하다는 논핵을 당했지만 왕이 무마시켰다. 1515년(중종 10년) 무렵까지도 계속 상중에 살인한 이유로 사헌부와 사간원의 탄핵을 여러 차례 받았다. 1516년(중종 11년) 1월 25일 경상좌도수군절도사(慶尙左道水軍節度使)로 부임하였다. 그해 3월 8일 팔 힘이 좋아 활을 잘 쏜다는 이유로 특진관 고형산의 천거를 받았다. 1516년 7월 호우와 태풍으로 포구와 병선 24척이 파손되어, 포구와 병선을 수선, 복구하였다.
그해 9월 13일 장수로서의 적임자이며 서로(西路)를 잘 안다는 이유로 정광필의 천거를 받고, 곧 상경, 9월 21일 동지중추부사로 전임되었다. 이때, 경상좌수사로 재직 중 백성에게 매월, 동물의 모피(皮物) 1장씩 징수한 것으로 대간의 탄핵을 받았으나, 경차관이 서면추고하게 했다. 1516년 평안도관찰사 안윤덕(安潤德)의 차사원(差使員)이 되어 의주성을 개보수하였다.

### 관료 생활

#### 명나라 파견과 대명회통
이듬해 10월 17일 왕비 윤씨(尹氏, 문정왕후)의 책봉에 대한 왕비책봉주청사가 명나라에 파견될 때, 동지중추부사(同知中樞府事)로서 정조사(正朝使) 겸 왕비책봉 주청사, 종계변무사가 되어 명나라 연경(燕京)에 다녀왔다. 그러나 종계변무 허락은 받지 못하고, 문정왕후의 왕비 책봉 승인만 받아왔다.
1518년(중종 13) 4월에 북경을 방문한 정조사(正朝使) 이지방은 《대명회전》을 구입하여 조선으로 가지고 왔다. 이지방 등은 4월 4일에 문정왕후의 조선 왕비 책봉 승인을 받아 회국하면서, 《정덕회전 (正德會典)》을 북경에서 구입, 조선 국내로 반입한다.
그런데 그가 구입해 온 《대명회전》에는 '조선의 태조가 이인임(李仁任)의 후예로 고려의 네 왕을 살해(弑害)하고 왕위에 올랐다'는 기록이 여전히 있어 양국 간의 중요한 외교 현안이 되었다. 조선 정부에서는 《대명회전》의 왜곡된 기록을 바로잡기 위해 활발한 외교 활동을 벌였는데, ‘宗系辨誣’라 불리는 조선의 외교활동은 15881101년(선조 21)에 조선의 요구가 반영된 만력본 대명회전 을 가지고 종묘에 고유제(告由祭)를 올릴 때까지 계속되었다. 그는 그동안 소문으로만 돌던 대명회통에 이성계가 이인임의 아들로 기록됐다하더라는 소문이 사실임을 입증했다. 조선 정부는 이 사건이 마무리되기까지 70년 동안 총 16차에 걸쳐 대명회전의 수정을 요청했는데, 명나라가 가정본과 만력본 대명회전을 편찬할 때마다 사신을 파견하여 내용을 일일이 확인했다. 그해 4월 4일 북경을 출발, 귀국하였다.
1518년(중종 13) 전라우도수군절도사에 임명되었으나, 무재가 있어 지방에 둘 수 없다는 이유로 체직되어 그해 6월 19일 다시 소환되고, 이권(李卷)을 대신 전라우수사로 보냈다. 그해 7월 동지중추부사에 임명되어 비변사에 참여하였다. 7월 2일 북방 경계 너머에서 다른 부락과 다투는 야인 주장합(住張哈)에 대한 대책을 논의하는데 참여했다.

#### 여진족 토벌
1518년(중종 12) 회령성(會寧城) 밑에 있는 야인(野人, 여진족) 속고내(束古乃)가 몰래 먼 곳에 있는 야인들과 함께 갑산부(甲山府) 경계에 들어와 사람과 가축을 많이 약탈해갔다. 그는 1512년에도 갑산부를 약탈하여 조선 조정은 황형(黃衡)을 파견하였으나 물리치지 못했다. 바로 남도 병사(南道兵使)가 비밀리 장계를 올렸다. 그해 8월 16일 삼정승과 이조판서, 병조판서는 이지방의 이름을 써서 '이 사람은 지모와 방략이 있으며 또 강하고 용맹하니 내일 보내라(此人有謀略且强勇, 請及明日遣之)'고 건의하였다. 중종이 명하여 세 정승과 해당되는 조(曹)를 불러 이것을 의논하고 먼저 본도(本道)에 밀지(密旨)를 내리고 또 무기를 보내 이지방을 파견하여 틈을 엿보아 법에 따라 처치하려고 하였다.
8월 16일 방어사(防禦使)에 임명되었다. 바로 승정원에서는 다음 날 그를 면대한 뒤 보낼 것을 상주하였다.
이때 병조판서 유담년은 구체적인 계책을 제시했다. 그가 구체적 계책을 제시하자 중종은 적임자를 거론하였고, 유담년이 그를 천거하였다.
| “ | - 중종 : 좋은 생각이오. 그러면 누구를 보내면 가히 일을 성취시킬 수 있겠소? - 유담년 : 장군 이지방이 적임자인 줄로 아옵니다. | ” |

중종이 이지방을 명하여 특별히 어의(御衣)와 활과 화살을 주며 그날로 떠나게 하고, 임금이 선정전(宣政殿)에 거둥하여 전송의 연회를 베풀었는데, 승지 김정국(金正國)이 아뢰기를, “부제학 조광조가 입대를 청합니다.” 하니, 임금이 곧 윤허하였다. 조광조가 나아가 아뢰기를, “이것은 곧 도적이 기미를 노려 속임수를 쓰는 모의와 같습니다. 당당한 대 조정으로써 한 일개 조그만 추한 오랑캐 때문에 도적의 모의를 행한다는 것을 신은 마음속으로 부끄러워합니다.” 하니, 임금이 중의를 물리치고 파견할 것을 철회해버렸다. 이에 병조판서 유담년이 반발했다. "밭을 가는 일은 남자 종에게 묻고, 베 짜는 일은 계집종에게 묻는다고 했다. 나는 젊어서부터 북방에 출입하여 오랑캐의 실정을 잘 알고 있다. 조광조는 세상물정을 모르는 선비다. 논리는 그럴듯하지만 있을 수 없는 것이다." 논란이 거듭되었고 찬반 의견이 맞섰다. 그렇지만 중종은 조광조를 신임하고 있었다. 조광조의 손을 들어줬다. 도성을 나갔던 이지방은 명령을 받고 다시 회군하였다.
1519년(중종 14) 함경남도병마절도사 겸 북청도호부사로 부임하고, 그해 2월 25일 여연(閭延) 근처에 몰려와 생활하는 김거응구내(金巨應九乃) 등 야인 20여 호의 추방을 조정에 건의, 조정의 동의를 얻어 야인을 국경 밖으로 쫓아냈다. 1520년에는 의주성의 대대적인 개축 및 확장 공사가 진행되어 평안도 차사원이 되어 의주읍성곽을 개보수하고 돌아왔다. 1521년(중종 16) 8월 26일 동지중추부사로 임명되었다. 1521년(중종 16) 겨울 평안도병마절도사 겸 영변대도호부사로 부임하였다. 1522년 특별히 가자되어 지중추부사에 임명되었다. 그해 9월 3일 대간이 특별 가자하여 지사(知事)로 임명되었다며, 육조 참판을 거치지 않았으며 또한 남보다 뛰어난 재능도 없다며 논계하였으나 왕이 듣지 않았다. 그러나 대간에서 계속 논계하여 취소되었다.
이를 두고 중종은 "전번에 이지방(李之芳)을 특별히 가자(加資)한 일은 그의 인망을 높이려 한 것이었는데, 대간이 논집해 마지않으므로 부득이 개정하였다. 비록 적당한 사람이 있더라도 이처럼 논박하면 누가 감히 그 임무를 담당하겠는가? (頃者, 特加資于李之芳者, 將欲重其望也。 而臺諫論執不已, 不得已改正。 雖有可當之人, 若如是駁劾, 則誰敢當其任乎?)"라 하였다.

#### 의주읍성 축성
1522년(중종 17) 4월 무너진 의주성곽 복구, 중건공사를 수행하다가 현지에서 평안도병마절도사 겸 영변대도호부사로 임명되었다. 이후 계속 의주성의 중건을 청하였다가, 양사로부터 탄핵을 당했다. 1522년(중종 17) 5월 25일에는 만포진 첨사(滿浦鎭僉使) 반석평(潘碩枰)의 휴가를 허락하고 우후(虞候) 허광필(許光弼)은 면천(沔川)의 집으로 보냈다는 이유로 사간원의 탄핵을 당하기도 했다. 11월 12일
대간의 거듭된 논박으로 그해 11월 12일 승진 취소되었다. 중종은 "전번에 이지방(李之芳)을 특별히 가자(加資)한 일은 그의 인망을 높이려 한 것이었는데, 대간이 논집해 마지않으므로 부득이 개정하였다. 비록 적당한 사람이 있더라도 이처럼 논박하면 누가 감히 그 임무를 담당하겠는가? 그러나 이 같은 일은 자연 기회가 있으니 나는 그 기회를 기다린 것이지 어찌 생각을 해이하게 하겠는가?"라 하였다. 1523년 3월 허물어진 의주성의 복구를 청하여 승락받았다. 곧 의주성 복구에 착수하였으나, 복구 인원이 오지 않거나 도주하여 그해 3월 20일 조선 조정에서 파견한 신공제(申公濟), 공서린(孔瑞麟) 등에게 복구 인원 동원의 어려움을 청하였다. 다시 평안도병마절도사 겸 영변대도호부사에 재임명되었다.

#### 변경 수비 활동
1523년(중종 18년) 윤 4월에 평안도 병사 이지방이 계문(啓聞)한 여연·무창 지방 야인의 구축사(驅逐事)를 비변사 당상 고형산 등은 중대한 사안이어서 비변사에서 결정할 수 없으니 정부와 함께 논의하자고 요구하자, 중종은 매사 마다 정부와 동의할 필요 없이 대책을 마련하여 정부에 보고하고 정부 에서는 그 시행에 대한 가부만을 결정토록 지시했다. 그해 5월에는 경차관(敬差官) 이환(李草+丸) 등과 함께 여연(閭延), 무창(茂昌)의 지형(地形)을 지도로 그려 올렸다. 이어 계본을 올려 여연(閭延)과 무창(茂昌)의 사세가 비록 그러하기는 하지만, 쫓아내기 어렵다 하였다.
1523년 6월 계본을 올려 "정주 목사(定州牧使) 유홍(柳泓)과 안주 목사 황보겸을 장수로 정하고, 하번(下番)한 군사의 전수(全數)를 징발한다."고 보고했으나, 농번기를 이유로 거절당했다. 이후 여러 번 계본을 올려 국경지역에 허락받지 않고 이주한 야인을 국경 밖으로 쫓아낼 것을 건의하였다. 그해 9월 22일 임기가 만료되었으나 야인을 국경 밖으로 몰아내는 일의 추진을 위해 유임되었다. 중종은 비변사의 낭관 심사손(沈思遜)을 통해 친서를 보내 "경(卿)은 질만(秩滿)하였으므로 갈아야 하겠으나, 연강(沿江)에 와서 사는 저들을 쫓아내는 일을 경이 맡았으니, 아직 잉임(仍任)하게 한다. 다만 군사는 멀리서 헤아리기 어려우므로 심사손을 보내어 함께 형세를 살펴 유책(遺策)이 없도록 꾀하고자 하니, 가져가는 사목(事目)을 잘 살피고 쫓아낼 때의 방략을 비밀히 규획(規劃)하여 급히 치계하라." 하고, 심사손 등을 파견하여 그를 돕게 했다.
그해 10월 11일 지위 높은 중신(重臣)과 병력을 보내줄 것을 상소하였으나 남곤의 반대로 거절당했다. 10월 29일 중종은 평안도 관찰사(平安道觀察使)에 김굉(金石+宏)을 임명하여 보냈으나 김굉은 병사의 일을 모른다며 사양하였다. 중종은 그해 10월 29일 김극성(金克成)을 관찰사로 임명하여 그를 돕게 했고, 종정(從征)하는 군관 이외에 9인을 추가로 덧붙여주었다.
11월 9일 야인 추장(酋長)을 부른 뒤 사살할 것을 건의하였으나, 비변사 중신들이 반대하였다.
1523년(중종 18년) 12월 평안도병마절도사로 왕명을 받고 여연(閭延)의 야인(野人)을 국경 밖으로 축출하였다. 그러나 병력이 부족하여 원정 중단 논의가 오가기도 했다. 이에 앞서 야인 김아(金阿), 송가(宋可) 등이 부령(富寧)으로부터 여연, 무창(茂昌)으로 옮겨와 살면서 땅을 개간하고 성책(城柵)을 설치하여 점차 제어하기 어렵게 됐다. 이에 변신(邊臣)이 군사를 내어 내쫓기를 청하자 중종이 조정 신하에게 논의할 것을 명하여, 비변사당상 고형산(高荊山) 등이 일찌감치 도모해야 한다고 하였다. 중종이 경차관(敬差官) 이환(李芄) 등을 파견하여 가서 오랑캐의 정세를 살피고 오도록 하였는데, 이환 등이 돌아와 변신이 말한 대로 아뢰었다. 마침내 함경도 도순변사 조윤손(曺潤孫), 관찰사 허굉(許硡), 남도 절도사 반석평(潘碩枰), 평안도 관찰사 김극성(金克成) 및 이지방 등에게 하유하였다.
주성합(主成哈) 등이 일찍이 우리에게 귀순하였으므로 무창의 강 건너편에 거주하도록 허락하여 국가의 울타리로 삼았는데, 저 오랑캐가 우리의 은혜를 생각지 않고 다른 종족들을 끌어들여 강 연안에 줄지어 거주하여 부락이 갈수록 늘어났다. 누차 유시하여 멀리 물리치라고 했는데도 도리어 가증스러운 말을 함부로 하니, 이때를 놓치고 도모하지 않는다면 훗날 계책을 세우기 어려울 것이다. 실로 그렇지 않다면 어찌 차마 우리 백성들을 몰아 위험한 지역으로 내보내겠는가. 경들은 사졸들과 더불어 나의 뜻을 잘 새기도록 하라.

이어 중종으로부터 모의(毛衣), 궁시(弓矢), 고건(櫜鞬)을 하사받았다. 12월 8일 중종은 친서를 내려 '정벌하러 가는 군졸이 눈바람을 무릅쓰고 멀리 이역(異域)에 가면 혹 많이 상할까 염려되고, 경(卿)은 이 병마를 거느리므로 노고가 훨씬 더할 것이니, 늘 염려를 조금도 늦출 수 없다. 특별히 경에게 모의(毛衣) 1영(領)과 궁전(弓箭, 활과 화살) 각 1부(部)와 제연(諸緣) 을 갖춘 고건(藁鞬)을 내리는데, 사은(謝恩)하지 말라.'하였다. 그해 12월 그는 김아(金阿), 송가(宋可) 등을 국경 밖으로 구축하였다. 1524년 1월 24일 중종은 친경(親耕) 행사를 그가 귀환한 뒤에 하겠다고 미루었다. 그러나 그해 1월 변방으로 쳐들어온 여진족과 교전하였다가 패하여 양사의 탄핵을 받기도 했다.

#### 허공교 전투
1523년 1월 허공교(虛空橋)에서 여진족과 교전하였으나 성과를 거두지 못했다. 1월 9일 좌위장(左衛將) 이함(李菡)·중위 장(中衛將) 한규(韓珪)·우위 장(右衛將) 유홍(柳泓)을 허공교에 두고, 친히 여덟 도장(都將)을 거느리고 여연(閭延)을 공격하였다. 그가 여연으로 간 사이 1월 12일 이함이 마초(馬草)를 베어들이느라 상동구(上洞口)에 진을 쳤는데, 여진족 기병(騎兵) 100여 명이이 골짜기 안에서 매복했다가 기습, 공격하였다. 이함이 여진족 군사에게 포위되었다가 적 3인을 쏘고 크게 외치며 돌격하여 나오다가 적의 화살에 맞았습니다. 그날 저녁 이지방은 군사를 되돌려 진중(陣中)으로 돌아왔는데, 강계(江界)의 군관 김남해(金南海)와 갑사(甲士) 전부성(田富成)·전국보(田國寶)가 전사하였고, 한규가 거느린 군사 4명이 사망했다.
1524년 1월 23일 삼정승이 그가 야인과의 전투에서 패하였으나 눈바람과 모진 추위를 무릅쓰고 이역에 다녀왔으므로 선위할 것을 청하여, 중종은 직제학(直提學) 민수천(閔壽千)을 함경도에, 전한(典翰) 김안정(金安鼎)을 평안도에 보내 그를 위로하였다. 1월 29일 야인을 축출한 일로 논상할 때, 사상자와 포로가 50명이고, 야인의 추격(追擊)을 피해 지름길로 퇴각한 일로 우의정(右議政) 권균(權鈞)의 탄핵을 받았다.
1월 29일 사헌부에서 주장(主將)으로서 군사와 말이 많이 다치게 했다 하여 탄핵했으나 중종이 듣지 않았다. 2월 3일 세 부락의 야인을 쫓아내지 못하고 지름길로 퇴각했다 하여 사헌부와 사간원이 추고를 청했으나, 중종은 적변을 듣고 지름길로 달려온 것이라며 듣지 않았다. 세 부락을 쫓아내지 못한 일로 탄핵을 당했으나, 2월 4일 중종은 세 부락을 쫓은 뒤에 추고하게 했다.
2월 7일 허공교에서 야인에게 사로잡혀갔던 강계(江界)의 갑사(甲士) 전보성(田保成) 등 2인이 탈출을 시도하다가 야인에게 붙잡혀 우주현(宇宙峴)에 감금당했다. 야인 동타시합(童他時哈)의 동생이 만포첨사 이성언(李誠彦)을 통해 보고하자, 기병 70여 기(騎)를 거느리고 달려가 야인 5인을 쏘아 맞히니, 야인들은 궁시(弓矢)와 말을 다 버리고 달아났다.
2월 12일 우후 이장길에게 군사 1백 50명을 딸려보내 파탕동·고도동(古道洞) 두 부락을 쫓아내게 하고, 첨사 이성언에게 군사 1백 50명을 주어 여둔동(餘屯洞)을 공략하게 했다. 이때 이성언은 동타시합(童他時哈)의 부락을 포위하자 야인들이 궁시(弓矢)를 가지고 불쑥 나와서 관군(官軍)에 항거하여 관군이 협격(挾擊)하여 동타시합 등 23명을 베고 동가가려(童可可呂) 등 3명을 사로잡고 우리 나라 말 2필·소 4마리와 궁시를 되찾았다. 이때 야인들이 허공교를 기습공격할 때 노획한 대장소(大將所)의 각일(各日)의 감결(甘結)을 베낀 책과 제장명록(諸將名錄)·군도목(軍都目)1·군령(軍令) 등을 회수했다. 이장길은 박야랑개(朴也郞介)의 집을 포위하고 2인을 사로잡고, 고도동을 포위하자 야인 8명이 저항했다. 곧 군사를 놓아 협격하여 7급(級)을 참수(斬首)하고 4인을 사로잡고 사로잡혔던 조선 병사 1명과 말 5필을 찾고 또 저들의 궁시를 빼앗고서 그 집을 불살르고 돌아왔다.
전투에서 그는 직접 야인 4명을 사로잡았다. 그가 사로잡은 야인 4명은 조선 내지로 옮기던 중 3명은 탈주하였다.
2월 26일 이때의 승전으로 논상이 정해졌으나, 대장이 잘못한 일을 문책하지 않을 수 없다 하여 경차관(敬差官)을 시켜 추문하게 했다. 2월 29일 의금부를 시켜 추고해야 한다는 대간의 청이 있었으나 중종이 듣지 않았다.

#### 투옥과 석방
1524년(중종 19년) 1월 9일 허공교(虛空橋)에서의 야인과 교전 중 패한 일로 논공시상 때 병사 50여명의 희생을 이유로 우의정 권균(權鈞)의 비판을 받았다. 그해 1월부터 평안도병마절도사로 재직할 때에 삼둔(三屯)의 야인과의 교전에서 병력 손실을 이유로 여러차례 사간원과 사헌부의 탄핵을 받았다.
1524년 3월 3일 대간이 세 위(衛)가 싸움에 패한 것과, 지름길로 돌아온 일과 병사들이 동상(凍傷)을 입었다며 탄핵했으나 중종이 듣지 않았다. 이후 여러번 사헌부, 사간원의 탄핵을 받고, 그해 3월 19일 의금부에 투옥되었다. 같은 날 대간의 청으로 의금부에서 추국받았다. 그해 4월 의금부에 투옥된 상태에서도 그는 다시 삼둔의 야인을 구축하기를 청하는 상소를 올렸다.
허공교(虛空橋) 등은 지세가 좁아서 혹 적이 저지하는 변고가 있으면 지름길로 돌아오지 않을 수 없는 형세였습니다. 당시의 형세를 계교하지 않고 조금도 변통하지 않으면 만전을 기하는 계책에 어그러질 듯하므로, 당초 발군(發軍)할 때에 감사 김극성(金克成)과 반복하여 계획해서, 회군(回軍)할 때에 변고가 있으면 지레 자성(慈城)의 옛길로 들어가기로 정녕히 밀약(密約)하였습니다. 이 때문에 김극성이 허공교의 적변(賊變)을 듣고 곧 강계 판관(江界判官) 이경지(李敬智)를 시켜 거느리고 달려가서 지령괴(地寧怪)·삼천기이(三千岐伊) 등의 땅을 점거하게 하였습니다. 신이 처음에 김극성과 면대하여 약속하지 않았다면 대군(大軍)의 행지(行止)를 어떻게 미리 헤아려서 원군(援軍)을 보내어 요해지(要害地)를 점거하게 하였겠습니까? 관찰사가 이경지를 보낼 때에도 치계(馳啓)가 있었으니, 그 계본(啓本)을 상고하면 그 허실(虛實)이 곧 가려지고 지레 돌아온 정상도 드러날 수 있을 것입니다.

虛空橋等處地勢隘窄, 脫有賊虜阻截之變, 則由徑路回還, 勢不得不爾。 若不較時勢, 膠柱不變, 則恐乖萬全之計。 當初發軍時, 與監司金克成反覆籌畫, 而回軍時, 如有變故, 則徑入慈城舊路事, 丁寧密約。 以此, 金克成聞虛空橋賊變, 卽令江界判官李敬智率軍馳據地寧恠、三千岐伊等地。 臣初不與金克成面約, 則大軍行止, 何得逆料, 而送援軍, 據要害之地乎? 觀察使發送李敬智時, 亦有馳啓, 考此啓本, 則其虛實立辨, 而徑還之情, 亦可露矣。

1523년(중종 18) 4월 9일 투옥은 과하다는 왕명으로 풀려나 벼슬만 면직되었고, 그해 7월 8일 왕명으로 다시 복직되었다.

#### 복직과 파직
1524년(중종 19) 2월 사헌부로부터 주장(主將)으로서 세 부락의 야인을 쫓아내지 않고 다른 길로 돌아왔으므로 겁을 내어 나라의 위엄을 손상시켰다는 이유로 탄핵을 받았지만 왕이 무마시켰다. 그해 4월 그가 여진족을 정벌하고 돌아오는 길에 농사짓는 땅을 밟고 내려온 일로 삼정승의 논계를 당하여 직책만 면직되었다. 그 해 복직하여, 1524년 겨울 평안도병마절도사로 재직 중 삼둔(三屯)의 야인을 국경 밖으로 구축할 것을 건의하였으나, 오히려 대간과 의금부로부터 탄핵당하고 파직당하였다.
1524년 11월 훈련원도정(訓鍊院都正)이 되고, 그해 11월 18일 의주성에 파견되어 성곽의 상태를 점검하라는 명을 받자 스스로 사직을 청하였다. 11월 21일에는 시강관(侍講官) 이환(李芄)이 그를 보내는 것이 마땅치 못함을 건의하고, 다음날 삼정승은 의주 지역 지리를 잘 아는 당하관 문신을 보낼 것을 상소하였다. 그해 겨울 의주성을 순찰하고 돌아왔으며, 훈련원도정으로 비변사당상을 겸직하였다.
훈련원도정으로 재직 중 1524년(중종 19) 12월 19일 중종이 친히 낸 응제시에서, 무신(武臣)의 관사(觀射)에서 세번 1등하여 아마(兒馬) 1필(匹)을 상으로 받았다.

### 생애 후반

#### 효결숙황후상 문상 귀국과 투옥
1528년(중종 23) 동지중추부사로 비변사 당상을 겸하였고, 그해 2월 1일 함경남도와 평안도의 야인, 도적 토벌을 논의하였다. 그해 2월 5일에는 함경북도 온성군에 야인이 쳐들어와 사람과 말을 약탈해간 일을 의논하였다. 3월 경연특진관이 되었다.
1528년(중종 23) 4월 5일 동지중추부사에 임명되었다. 4월 21일에는 양계의 백성들이 흉년과 추위로 야인의 집에 가서 품팔이와 숙식을 의지하는 것을 들어 남혼 여가(男婚女嫁)도 가능함을 들어 대비책을 세울 것을 상주하였다. 또한 양계의 백성들과 피인 사이에 왕래를 우려하였다.
그해 7월 황해도에 도적을 신고하고 상을 받은 윤세필(尹世弼)에게 도적이 보복으로 활을 쏘고 달아나자, 포도청 우포도장에 임명되어 좌포도장 심순경(沈順徑)과 같이 황해도 배천으로 파견되었다. 돌아온 뒤 다시 동지중추부사가 되어 비변사당상이 되었다. 1528년 9월 26일 영의정 정광필, 좌의정 심정, 우참찬 손중돈(孫仲暾) 등과 함께 입시하여 변방의 야인 정벌의 시기를 논하였다. 1528년 11월 특진관(特進官)으로 경연에 참여하였다.
1528년(중종 23년) 10월에는 명나라의 황후인 효결숙황후 진씨(孝潔肅皇后 陳氏)가 죽자 그해 12월 27일 진위사(陳慰使) 이봉(李芃)과 함께 진향사(進香使)로 임명되어 명나라에 가던 도중에 압록강변에서 발병, 행산역(杏山驛)에 남아 있다가, 의주목사에게 통보하고 1529년 4월 16일 되돌아왔다. 이때 평안도관찰사가 보고하여 중종이 그의 귀환을 허용하였다.
1529년 4월 17일부터 사헌부와 사간원에서는 그의 귀국을 허용하지 말라고 탄핵하였다. 이후 대간과 사헌부에서 거듭 그의 귀국 허용을 취소할 것을 상주하였으나, 중종이 듣지 않았다. 환국 이후, 1529년 5월 25일 사헌부에서 함부로 되돌아왔다는 이유로 처벌을 상소하였다. 그해 5월 27일 의금부에서 대국을 섬기는 예를 행함에 있어 무단히 돌아왔다는 이유로 탄핵을 받고 장 1백대에 유 2천리에 파면이 내려졌다. 그러나 속(贖)으로 장 1백대는 면하고 고신을 전부 박탈하고 황해남도 수안군(遂安)에 유배되었다.

#### 석방과 최후
1529년(중종 24) 5월 27일 명나라 선례통사 이순종(李順宗)이 조선에 방문, 명나라 황제 가정제의 친서와 선물을 전달받았다. 이때 선물 받을 자격이 없다는 이유로 대간과 양사로부터 탄핵을 받았으나 왕이 허용하였다.
신들이 북경(北京)에 도착하여 이지방이 행산역(杏山驛)까지 왔다가 병이 나서 들어오지 못한 사연을 예부(禮部)에 말하였고, 예부는 황제에게 아뢰었습니다. 그랬더니 황제의 분부에 '비록 들어오지 못했더라도 흠사(欽賜)는 전과 같이 모두 주라.' 했습니다.

선례통사 이순종(李順宗)은 이지방이 병으로 오지 못한 것을 가정제가 알고 있다며, 명나라 황제의 뜻임을 내세워 이지방에게 선물을 수여하였다.
1530년(중종 25) 3월 며느리 함안이씨가 상소를 올려 시아버지 이지방에게 지병인 풍증(風症)과 소갈병이 있고 이질(痢疾)에 걸린 것과, 아들인 이광식(李光軾)은 원지에 외직으로 부임해 있어 봉양할 수 없음을 들어, 유배지를 옮겨줄 것을 청하여 다시 충청도 공주목 남포현(현, 보령시 남포면)로 이배되었다. 병으로 돌아온 것이 인정되어 1530년(중종 25년) 3월 14일 왕명으로 석방되었다. 풀려나온 뒤 1531년(중종 26년) 7월 26일 충청도병마절도사로 임명되었으나 병으로 부임하지 못하였다. 7월 27일 그가 병으로 부임할 수 없음을 들어, 대간이 체직을 청하여 8월 7일 체직되었다. 그 뒤 동지돈녕부사 겸 오위도총부부총관이 되었다.
중종조에 여러 번 북문 수위로 있었으며, 각 지방의 병마절도사, 수군절도사를 역임하면서도 집에는 재산이 없이 청렴하였다. 1536년(중종 31년) 6월 7일 공회에 불참하였다는 이유로 사헌부의 탄핵을 받고 파직당하였다.

### 사후
묘는 처음 경기도 광주군 낙생면 대장리(현. 경기도 성남시 분당구 대장동)에 매장되었다가 뒤에 광주군 언주면 헌릉 언덕 내동(內洞) 인좌, 서울특별시 강남구 내곡동 산 29번지(현, 서울특별시 서초구 내곡동 산 29번지) 인좌(寅坐)에 이장되었다. 후일 5대손 이경항 내외의 묘소가 이 곳 근처 맞은편 언덕에 안장되었다가 다시 성남시 분당구 대장동 계좌(癸坐)로 이장된다.
사후 증직으로 증 병조판서에 추증되었다. 후일 신사대동보의 그의 후손 이재정(李在正) 편에 의하면 증 병판 이지방 12세손(贈兵判 李之芳 十二世孫)이라 하는데, 그가 언제 병조판서에 증직되었는지 여부는 불확실하다.
한때 남사고(南師古)가 그의 묘소가 제왕의 산지에 적합하다고 했다 한다. 인조 때인 1630년(인조 8) 3월에는 선조의 능침을 이장할 장소를 관상감에서 선정할 때, 그의 묘소 주변도 이장지 후보지로 추천되었었다. 선조 때 권문해(權文海)가 지은 당대의 백과사전 대동운부군옥(大東韻府群玉)의 인물편에 그도 수록되었다.
2017년 6월의 성남 판교대장 도시개발사업으로 2017년 8월 경기도 성남시 분당구 대장동 산 19번지에 있던 일가 묘약이 강원도 원주시 부론면 단강1리 산77번지 작실로 이장될 때, 그의 묘소도 같이 이장되었다. 그의 묘소 아래에 손자 이감, 증손 이성헌, 4대손 이길남, 5대손 이경항, 6대손 이가우, 7대손 이홍관의 묘소가 연이어 조성되었다.

## 작품
- 여연,무창 형세도 (閭延茂昌形勢圖)

## 가계
- 할아버지 : 이경연(李景衍, 다른 이름은 경행(景行))
- 할머니 : 의령남씨, 남숙문(南叔文)의 딸, 남을진의 증손녀
  - 아버지 : 이징(李徵)
  - 어머니 : 양천 허씨(? - 1509년 1월 29일)
    - 누이 : 우계이씨(羽溪李氏), 하동인 하성부원군 정현조(鄭顯祖)의 계비
    - 누이 : 우계이씨(羽溪李氏), 이오(李晤)에게 출가
      - 외조카 : 이사종(李嗣宗)

    - 동생 : 이지영(李之英)
    - 제수 : 성주이씨(星州李氏), 친정아버지 이름 미상

  - 부인 : 정부인 청송심씨(淸松沈氏, 1469년 11월 19일 ~ 1540년 10월 19일)
    - 딸 : 우계이씨(羽溪李氏)
    - 사위 : 변안(邊晏, 원주인)
    - 아들 : 이광식(李光軾, 1493년(성종 23년) 음력 9월 29일 ~ 1563년(명종 18년) 음력 12월 1일)
    - 자부 : 함안이씨((咸安李氏, 1492년 12월 1일 ~ 1536년 10월 7일), 정국공신 평안도관찰사 이세응(李世應)의 딸
      - 손자 : 이계변(李繼邊, 요절)
      - 손자 : 이감(李戡, 1516년 10월 27일 ~ 1583년) - 송곡 이서우의 고조부
      - 손부 :풍천임씨(豊川任氏, 1515년 4월 12일 - 1556년 2월 1일), 정헌공 임권(任權)의 딸, 소간공 임유겸(任由謙)의 손녀
      - 손부 : 예천윤씨(醴泉尹氏, 1538년 10월 28일 - 1624년 11월 11일) 또는 예산윤씨(禮山尹氏), 윤연수(尹延壽)의 딸
      - 손자 : 이전(李晉+戈, 1517년 11월 21일 ~ ?) - 충장공 이복남(李福男)의 할아버지
      - 손녀 : 우계이씨(羽溪李氏)
      - 손녀사위 : 윤강(尹綱), 윤지임의 손자이며 윤원개의 아들
      - 손녀 : 우계이씨(羽溪李氏)
      - 손녀사위 : 신경호(申景濩)
      - 손자 : 이용(李庸+戈, 1533년 ~ 1591년 1월)
      - 손녀 : 우계이씨(羽溪李氏, 1523년 11월 8일 ~ 1568년 4월 1일)
      - 손녀사위 : 이춘림(李春林, 1518년 3월 3일 ~ 1568년 11월 16일) 진남군 종생(鎭南君 終生)의 차남 진례부정 형(進禮副正 衡) 5대손

    - 딸 : 우계이씨(羽溪李氏)
    - 사위 : 윤확(尹確), 본관은 파평, 아버지는 진사 증지평 윤이손(尹李孫[72])
      - 외손자 : 윤위(尹威)

    - 딸 : 우계이씨(羽溪李氏)
    - 사위 : 변안(邊晏, 원주인, 참봉), 변상복의 증손

- 외할아버지 : 허적(許迪) - 양천허씨, 사인, 사헌부장령 역임
- 처조부 : 심선(沈璿, ? ~ 1467년 9월 20일, 호는 망세당)
- 장인 : 심안신(沈安信, 봉사)
- 장모 : 고성이씨(固城李氏), 주부 이희진(李希振)의 딸

## 기타
1518년말 이지방을 방어사로 삼았다가 곧 파직하고 보내지 않았다. 처음에 야인(野人) 속고내(速古乃)가 겉으로는 우리나라를 섬기는 척하면서 속으로 딴마음을 품고 여러 야인 부락들과 몰래 모의하고 결탁하여 갑산부(甲山府)를 침범하여 사람과 가축을 상당수 잡아가지고 갔다. 변장(邊將)이 체포하려고 하자 속고내가 이름을 바꾸고 남도(南道)에 출몰하였다. 병사(兵使)가 군대를 내어 불시에 체포하기를 청하니, 상이 삼공 및 지변 재상(知邊宰相)을 불러 의논하였는데, 모두 아뢰기를,“지금 통절히 징계하지 않으면 후에 장차 더욱 날뛰게 될 것입니다.”하였다. 마침내 이지방을 파견하기로 하고, 또 본도에 비밀리에 하유하여 몰래 군사와 무기를 보내어 불시에 체포하게 하였다. 출발하기에 앞서 상이 선정전에 나아가 이지방에게 잔치를 베풀어주고 궁시(弓矢)와 갑옷을 하사하였다. 장수와 재상, 여러 신하들이 좌우에서 둘러싼 채 시위하고 있을 적에 부제학 조광조가 청대하여 아뢰기를,“이 일은 옳지 못한 속임수로써, 왕자(王者)가 오랑캐를 막는 도리가 아닙니다. 어찌 당당한 조정에서 볼품 없는 작은 오랑캐 때문에 도둑과 같은 계책을 쓴단 말입니까. 신은 삼가 부끄럽게 생각합니다.”하니, 이에 상이 다시 논의하도록 명하고 보내지 않았다.
좌우가 번갈아가며 간하기를,“병법(兵法)에는 기발한 방법과 바른 방법이 있으며, 적을 막는 데는 상도(常道)와 권도(權道)가 있는 법입니다. 지금 여러 사람들의 논의가 모두 일치하였으니, 한 사람의 말 때문에 갑자기 변경할 수는 없습니다.”
하고, 병조 판서 유담년(柳聃年)이 아뢰기를,“밭을 가는 일은 머슴에게 물어야 하고 길쌈하는 일은 계집종에게 물어야 합니다. 신이 젊어서부터 북문(北門)에 출입하여 오랑캐의 정상을 잘 알고 있습니다. 실정에 어두운 저 유자(儒者)의 말은 예로부터 이러했으니, 지금 묘당의 방침이 이미 정해진 마당에 갑자기 변경해서는 안 됩니다.”하였으나, 상이 끝내 듣지 않고 이지방이 가는 일을 그만두게 하였다.
남사고는 그의 묘산이 제왕의 산지에 적합하다(可合於帝王之用)고 하여, 1600년(선조 33년) 6월 선조비 의인왕후가 죽자, 그의 묘산은 의인왕후의 장지 후보지의 하나로 논의되기도 했다. 1630년(인조 8년) 3월 인조가 선조의 능침을 이장하려 할 때에도 그의 묘산이 후보지로 언급되기도 했다.

## 같이 보기
| - 중종 - 중종 반정 - 여진족 - 거란족 - 속고내 - 유담년 - 이계동 - 송숙근 - 심선 - 조광조 - 윤은보 - 이수형 - 유규 - 심선 - 심정 - 정현조 - 정인지 | - 종계변무 - 남이 - 남곤 - 강순 - 김종서 - 황보인 - 신숙주 - 심온 - 유자광 - 이계동 - 이징옥 - 심사손 - 정숭조 - 최윤덕 - 한명회 - 권람 - 반석평 | - 심응 - 오연총 - 윤관 - 정숭조 - 이광식 - 이세응 - 이종무 - 이준경 - 임권 - 임유겸 - 석성 - 홍순언 |

## 참고 문헌
- 연산군 일기
- 중종실록
- 대동야승
- 국조보감
- 연려실기술
- 증수임영지
- 대동운부군옥

## 관련 서적
- 강릉문화원, 《강릉시사》 (강릉문화원, 1996)
- 강릉문화원, 《증수임영지》 (강릉문화원 국역, 1997)
- 박도식 편, 《강릉의 역사인물 자료집》(강릉문화원, 2003)
- 백산학회, 《백산학보 14호》 (백산학회, 1973) 116페이지
- 도현신, 《왕가의 전인적 공부법》 (미다스북스, 2011)
- 朝鮮総督府 平安北道道庁, 《平安北道史》(平安北道道庁, 1938)